# Чивитаретенга (Л'Аквила)
Чивитаретенга (итал. Civitaretenga) је насеље у Италији у округу Л'Аквила, региону Абруцо.
Према процени из 2011. у насељу је живело 219 становника. Насеље се налази на надморској висини од 799 м.